# Lethe perimede
Lethe perimede är en fjärilsart som beskrevs av Otto Staudinger 1895. Lethe perimede ingår i släktet Lethe och familjen praktfjärilar. Inga underarter finns listade i Catalogue of Life.